# Leif Stålhammer
Leif Sigvard Stålhammer, född 6 november 1940 i Bromma, är en svensk skådespelare. 
Stålhammer studerade vid Statens scenskola i Malmö. 

## Teater

### Roller (ej komplett)
| År   | Roll           | Produktion                                                               | Regi               | Teater                    |
| ---- | -------------- | ------------------------------------------------------------------------ | ------------------ | ------------------------- |
| 1973 |                | Sköt dig själv och skit i andra Lars Molin                               | Christian Lund     | Norrbottensteatern        |
| 1980 | Filch, tiggare | Tolvskillingsoperan (Die Dreigroschenoper) Bertolt Brecht och Kurt Weill | Lars Göran Carlson | Parkteatern               |
| 1980 | Pelle          | Wärdshuset Haren och Vråken Lars Forssell                                | Hans Polster       | Helsingborgs stadsteater  |
| 1981 | Fitzharris     | 0700 – Enligt order (Flashpoint) Tom Kempinski                           | Tom Deutgen        | Helsingborgs stadsteater  |
| 1981 | Översten       | Every Good Boy Deserves Favour Tom Stoppard och André Previn             | Claes Sylwander    | Helsingborgs stadsteater  |
| 2007 |                | Spöksonaten August Strindberg                                            |                    | Strindbergs Intima Teater |

## Radioteater
| År   | Roll | Produktion              | Regi |
| ---- | ---- | ----------------------- | ---- |
| 2012 |      | Rött och svart Stendhal |      |

## Filmografi (urval)
- 1978 – Man måste ju leva...
- 1987 – Varuhuset (TV-serie)
- 1987 – Skrik för livet
- 1988 – SOS – en segelsällskapsresa
- 1991 – Goltuppen
- 1998 – Beck – Öga för öga